# Die unverbesserliche Barbara
Die unverbesserliche Barbara ist ein deutscher Gegenwartsfilm der DEFA von Lothar Warneke aus dem Jahr 1977.

## Handlung
Barbara war einst eine erfolgreiche Schwimmerin, die es bis in das Team der Nationalmannschaft der DDR geschafft hatte. Aus Liebe zu ihrem Mann gab sie ihre Schwimmlaufbahn auf und folgte ihm in die Kleinstadt Ergsleben. Ihr Mann Herbert arbeitete dort als Mathematiker und entwickelte unter anderem große Rechenmaschinen. Barbara begann als Ungelernte in der Spinnerei eines Textilbetriebs zu arbeiten, in dem auch Herberts Mutter angestellt war. Diese bildete Barbara weiter, sodass sie sich zur Facharbeiterin qualifizierte. Nun steht Barbara kurz vor der Qualifizierung zur Meisterin und wird in ihrem Tun auch von ihrem Vorgesetzten Ferdinand unterstützt. Selbst, als Barbaras Prüfungsarbeit ein rigoroses Umdenken in den Arbeits- und Ausbildungsmethoden fordert, das allen Arbeitern mehr Einsatz abverlangen würde, steht Ferdinand hinter ihr. Barbara ist eine energische Frau mit hohen Zielen. Vollkommen unkonventionell setzte sie so in der Vergangenheit auch den Bau einer zum Werk gehörenden Schwimmhalle durch, in dem sie die Kinder und Jugendlichen des Ortes trainieren könnte und in der sogar Schwimmwettbewerbe möglich wären. Mit ihrem Auftreten sorgt sie bei Männern für Widerstand und bei Frauen gelegentlich für Unverständnis aufgrund ihrer „männlichen Art“. Bei den Jugendlichen, die gerade erst im Betrieb ausgebildet werden sollen, ist Barbara jedoch beliebt, da sie offen Missstände anspricht und Veränderungen anmahnt.
Ihre Ehe mit Herbert scheint stabil, so haben beide vor fast einem Jahr das Kind Jacki adoptiert. Das Probejahr ist fast um, als Barbara zufällig erfährt, dass Herbert sie seit längerer Zeit mit seiner Sekretärin Eva betrügt. Eva ist von Herbert im siebenten Monat schwanger, die Affäre begann vor neun Monaten. Zu dieser Zeit begann sich auch das Arbeitsverhältnis von Herbert zu verschlechtern. Seine Firma erkannte, dass sie ein von Herbert konzipiertes Rechenzentrum mit modernsten Maschinen nicht braucht und verkaufte die Geräte an die Industrie. Herberts Arbeitsplatz wurde wegrationalisiert und er selbst mit Arbeit betraut, für die er überqualifiziert war. Barbara vertraute er sich nicht an, weil er glaubte, ihren Ansprüchen nicht mehr genügen zu können.
Die Situation ist verfahren, zumal Barbara auf Arbeit nun genau beobachtet wird. Sie erhält im latent frauenfeindlichen Obermeister Franz einen neuen Vorgesetzten, der ihre Vorgehensweisen in Frage stellt und ihre Grenzen austestet. Zu Hause muss sich Barbara notgedrungen die Wohnung mit ihrem Mann und Eva teilen, weil deren Vater sie nach Bekanntwerden ihrer Affäre hinausgeworfen hat. Barbara und Herbert lassen sich scheiden und Jacki wird Barbara zugesprochen. Herbert ist verpflichtet, aus der Wohnung auszuziehen, lässt sich jedoch Zeit, bis es Barbara zu viel wird. Sie selbst beginnt, nach einer eigenen Wohnung zu suchen, doch stellt sich heraus, dass Evas Vater für seine Tochter und Herbert bereits eine Wohnung hergerichtet hat. Nicht zuletzt stellt sich Herberts Mutter auf Barbaras Seite und gibt ihr neue Kraft, nimmt dafür aber selbst einen Zusammenbruch in Kauf.
Barbara wird zur Meisterin befördert und ihr Engagement für einen neuen Ausbildungsplan zahlt sich aus, so soll er probeweise eingeführt werden. Als ein früherer Schwimmkollege Barbara eine Arbeit als Schwimmlehrerin in einer anderen Stadt anbietet, zögert Barbara. Sie erkennt, dass er sie liebt und für sie seine Familie aufgeben würde, und sagt die neue Stelle ab. Sie will nicht, dass ihre Scheidung weitere Zerwürfnisse nach sich zieht. In Ergsleben ist unterdessen die Schwimmhalle fertiggebaut. Die Bahnen sind einige Zentimeter zu kurz, sodass in der Halle nie Wettkämpfe ausgetragen werden können. Dennoch wird Barbara sie zum Training der Mädchen des Betriebes nutzen. Am Ende hat sie sich mit ihrem Adoptivsohn ein neues Leben aufgebaut. Glücklich verbringt sie mit ihm ihren Urlaub an der Ostsee – allein.

## Produktion
Die unverbesserliche Barbara wurde unter dem Arbeitstitel Spinnerinnen 1976 gedreht. Regisseur Warneke konnte dabei auch auf eigene Erfahrungen zurückgreifen, hatte er doch selbst zeitweise in einer Baumwollspinnerei gearbeitet. Die Kostüme des Films schufen Regina Viertel, Brigitte Pleißner und Werner Pleißner, das Szenenbild stammt von Dieter Adam.
Die unverbesserliche Barbara erlebte am 11. März 1977 im Leipziger Capitol seine Filmpremiere und lief am selben Tag in den Kinos der DDR an. Am 1. Mai 1978 wurde er erstmals auf DDR 2 im Fernsehen der DDR ausgestrahlt und lief am 15. Oktober 1996 auf ORB erstmals im gesamtdeutschen Fernsehen. Auf den Berlinale 1983 lief der Film im Rahmen einer Retrospektive.
Der Film war eine der ersten Leinwandrollen von Johanna Schall. Cox Habbema und Eberhard Esche, die im Film befreundet sind, waren zum Zeitpunkt der Dreharbeiten bereits miteinander verheiratet.

## Kritik
Die zeitgenössische Kritik der DDR befand, dass sich der Film nicht zu einem „runden Ganzen zusammenfüg[t]. Die Erzählweise ist sprunghaft, manche Schnitte erfolgen zu abrupt, manche Passage bleibt unverständlich.“ Frank-Burkhard Habel schrieb, dass Warneke mit Barbara „eine der interessantesten Frauengestalten jener Jahre [ge]schaffen [hat]. Leider waren nicht alle anderen Rollen ebenso profiliert, was sich besonders an der des Herbert negativ bemerkbar machte.“
Der film-dienst nannte Die unverbesserliche Barbara einen „Gegenwartsfilm, der an der Vielzahl seiner Probleme und der Sprödigkeit von Dramaturgie und Regie weitgehend scheitert.“